# Motorway M271
La motorway M271 è un'autostrade del Regno Unito che collega Nursling a Southampton. L'autostrada è lunga 4,8 km.

## L'autostrada oggi
L'autostrada inizia nel quartiere di Redbridge, nel punto in cui le strade A33 e A35 convergono. Da qui, la M271 si dirige verso nord, inizialmente come un'autostrada a tre corsie.
Alla sua prima intersezione, si riduce a due corsie e prosegue a est di Hillyfields. Dopo 1,6 km raggiunge un incrocio con l'autostrada M27 presso una rotatoria regolata da impianto semaforico.
A nord della M27 entra nelle campagne e termina dopo un pochi chilometri di strada a due corsie in un'altra rotatoria, questa volta con la A3057 vicino a Upton.

## Tabella percorso
|                                                |                                           |     |  |  |  |
| Tipo                                           | Indicazione                               | km  |  |  |  |
|                                                | Southampton Bournemouth                   | 0   |  |  |  |
|                                                | Lordshill (), Nursling Industrial Estate  | 1,3 |  |  |  |
|                                                | L'OVEST, Salisbury, Ringwood, Bournemouth | 2,6 |  |  |  |
| Le MIDLANDS, Londra, Winchester, Portsmouth () |                                           | 2,6 |  |  |  |
|                                                | Maybush, Nursling, Romsey                 | 3,7 |  |  |  |